# Fußball-Asienmeisterschaft 2007/Gruppe C
| Pl. | Land                | Sp. | S | U | N | Tore    | Diff. | Punkte |
| --- | ------------------- | --- | - | - | - | ------- | ----- | ------ |
| 1.  | Iran                | 3   | 2 | 1 | 0 | 006:300 | +3    | 07     |
| 2.  | Usbekistan          | 3   | 2 | 0 | 1 | 009:200 | +7    | 06     |
| 3.  | Volksrepublik China | 3   | 1 | 1 | 1 | 007:600 | +1    | 04     |
| 4.  | Malaysia            | 3   | 0 | 0 | 3 | 001:120 | −11   | 0      |

Dieser Artikel behandelt die Gruppe C der Fußball-Asienmeisterschaft 2007:

## Malaysia – China 1:5 (0:2)
| Malaysia                                                                                  | Malaysia | China | China |
| ----------------------------------------------------------------------------------------- | --- | --- | ----- |
| Malaysia                                                                                  | \| 1. Spieltag \| \| 10. Juli 2007 um 20:35 Uhr (14:35 Uhr MESZ) in Kuala Lumpur (Nationalstadion Bukit Jalil) \| \| Zuschauer: 21.155 \| \| Schiedsrichter: Muhsen Basma ( Syrien) \| \| Spielbericht \| | \| 1. Spieltag \| \| 10. Juli 2007 um 20:35 Uhr (14:35 Uhr MESZ) in Kuala Lumpur (Nationalstadion Bukit Jalil) \| \| Zuschauer: 21.155 \| \| Schiedsrichter: Muhsen Basma ( Syrien) \| \| Spielbericht \|     | China |
| Malaysia                                                                                  | Azizon Abdul Kadir – Mohd Fauzi Nan, Muhamad Kaironnisam Hussain , Rosdi Talib – Norhafiz Zamani Misbah, Mohamad Hardi Jaafar, Muhammad Shukor Adan, Shahrulnizam Mustapa (46. Eddy Helmi Abdul Manan), Mohd Fadzli Saari (58. Nanthakumar Kalliappan) – Akmal Rizal Ahmad Rakhli (62. Indra Putra Mahayuddin), Hairuddin Omar Cheftrainer: Norizan Bakar | Li Leilei – Sun Xiang, Zhang Yaokun, Li Weifeng, Zheng Zhi – Shao Jiayi (67. Li Tie), Sun Jihai, Wang Dong, Zhou Haibin – Han Peng (72. Dong Fangzhuo), Mao Jianqing (88. Zheng Bin) Cheftrainer: Zhu Guanghu | China |
| Malaysia                                                                                  | 1:4 Indra Putra Mahayuddin (73.) | 0:1 Han Peng (15.) 0:2 Shao Jiayi (36.) 0:3 Wang Dong (51.) 0:4 Han Peng (55.) 1:5 Wang Dong (90.+3’) | China |
| Malaysia                                                                                  | Muhammad Shukor Adan (40.) | Li Weifeng (75.), Zheng Zhi (77.) | China |
| 1. Spieltag                                                                               | | |       |
| 10. Juli 2007 um 20:35 Uhr (14:35 Uhr MESZ) in Kuala Lumpur (Nationalstadion Bukit Jalil) | | |       |
| Zuschauer: 21.155                                                                         | | |       |
| Schiedsrichter: Muhsen Basma ( Syrien)                                                    | | |       |
| Spielbericht                                                                              | | |       |

## Iran – Usbekistan 2:1 (0:1)
| Iran                                                                                      | Iran | Usbekistan | Usbekistan |
| ----------------------------------------------------------------------------------------- | --- | --- | ---------- |
| Iran                                                                                      | \| 1. Spieltag \| \| 11. Juli 2007 um 18:20 Uhr (12:20 Uhr MESZ) in Kuala Lumpur (Nationalstadion Bukit Jalil) \| \| Zuschauer: 1.863 \| \| Schiedsrichter: Saad Kamil al-Fadhli ( Kuwait) \| \| Spielbericht \|                                                                 | \| 1. Spieltag \| \| 11. Juli 2007 um 18:20 Uhr (12:20 Uhr MESZ) in Kuala Lumpur (Nationalstadion Bukit Jalil) \| \| Zuschauer: 1.863 \| \| Schiedsrichter: Saad Kamil al-Fadhli ( Kuwait) \| \| Spielbericht \|                                                                | Usbekistan |
| Iran                                                                                      | Hassan Roudbarian – Rahman Rezaei, Jalal Hosseini – Mehdi Mahdavikia , Andranik Teymourian, Javad Nekounam, Ferydoon Zandi, Ali Karimi (90. Hadi Aghily) – Vahid Hashemian (73. Mehrzad Madanchi), Rasoul Khatibi (46. Javad Kazemian), Reza Enayati Cheftrainer: Amir Ghalenoei | Pavel Bugalo – Hayrulla Karimov, Aziz Ibrahimov, Aleksey Nikolaev, Vitaliy Denisov – Aziz Haydarov (61. Hikmat Hashimov), Server Jeparov, Timur Kapadze, Islom Inomov – Pavel Solomin (64. Marat Bikmaev), Ulugʻbek Baqoyev (81. Alexander Geynrikh) Cheftrainer: Rauf Inileyev | Usbekistan |
| Iran                                                                                      | 1:1 Jalal Hosseini (55.) 2:1 Javad Kazemian (78.) | 0:1 Rahman Rezaei (16., Eigentor) | Usbekistan |
| Iran                                                                                      | Andranik Teymourian (49.), Mehdi Mahdavikia (77.) | Islom Inomov (81.) | Usbekistan |
| 1. Spieltag                                                                               | | |            |
| 11. Juli 2007 um 18:20 Uhr (12:20 Uhr MESZ) in Kuala Lumpur (Nationalstadion Bukit Jalil) | | |            |
| Zuschauer: 1.863                                                                          | | |            |
| Schiedsrichter: Saad Kamil al-Fadhli ( Kuwait)                                            | | |            |
| Spielbericht                                                                              | | |            |

## Usbekistan – Malaysia 5:0 (3:0)
| Usbekistan                                                                                | Usbekistan | Malaysia | Malaysia |
| ----------------------------------------------------------------------------------------- | --- | --- | -------- |
| Usbekistan                                                                                | \| 2. Spieltag \| \| 14. Juli 2007 um 18:20 Uhr (12:20 Uhr MESZ) in Kuala Lumpur (Nationalstadion Bukit Jalil) \| \| Zuschauer: 7.137 \| \| Schiedsrichter: Abdulrahman Mohammed Abdou ( Katar) \| \| Spielbericht \|                                                                  | \| 2. Spieltag \| \| 14. Juli 2007 um 18:20 Uhr (12:20 Uhr MESZ) in Kuala Lumpur (Nationalstadion Bukit Jalil) \| \| Zuschauer: 7.137 \| \| Schiedsrichter: Abdulrahman Mohammed Abdou ( Katar) \| \| Spielbericht \| | Malaysia |
| Usbekistan                                                                                | Ignatiy Nesterov – Hayrulla Karimov, Anzur Ismailov (50. Aziz Ibrahimov), Aleksey Nikolaev, Vitaliy Denisov (68. Pavel Solomin) – Server Jeparov, Timur Kapadze, Islom Inomov, Victor Karpenko – Ulugʻbek Baqoyev (63. Alexander Geynrikh), Maksim Shatskix Cheftrainer: Rauf Inileyev | Azizon Abdul Kadir – Thirumurugan Veeran, Muhamad Kaironnisam Hussain , Nanthakumar Kalliappan, Rosdi Talib – Mohamad Hardi Jaafar (83. Mohd Fadzli Saari), Muhammad Shukor Adan, Shahrulnizam Mustapa, Mohd Ivan Yusoff (55. Mohd Nor Farhan Muhammad) – Indra Putra Mahayuddin, Hairuddin Omar (71. Akmal Rizal Ahmad Rakhli) Cheftrainer: Norizan Bakar | Malaysia |
| Usbekistan                                                                                | 1:0 Maksim Shatskix (10.) 2:0 Timur Kapadze (30.) 3:0 Ulugʻbek Baqoyev (45.+2’) 4:0 Aziz Ibrahimov (85.) 5:0 Maksim Shatskix (89.) | | Malaysia |
| Usbekistan                                                                                | Islom Inomov (24.), Ulugʻbek Baqoyev (57.) | Rosdi Talib (9.), Muhamad Kaironnisam Hussain (36.) | Malaysia |
| 2. Spieltag                                                                               | | |          |
| 14. Juli 2007 um 18:20 Uhr (12:20 Uhr MESZ) in Kuala Lumpur (Nationalstadion Bukit Jalil) | | |          |
| Zuschauer: 7.137                                                                          | | |          |
| Schiedsrichter: Abdulrahman Mohammed Abdou ( Katar)                                       | | |          |
| Spielbericht                                                                              | | |          |

## China – Iran 2:2 (2:1)
| China                                                                                     | China | Iran | Iran |
| ----------------------------------------------------------------------------------------- | --- | --- | ---- |
| China                                                                                     | \| 2. Spieltag \| \| 15. Juli 2007 um 18:20 Uhr (12:20 Uhr MESZ) in Kuala Lumpur (Nationalstadion Bukit Jalil) \| \| Zuschauer: 5.938 \| \| Schiedsrichter: Khalil al-Ghamdi ( Saudi-Arabien) \| \| Spielbericht \| | \| 2. Spieltag \| \| 15. Juli 2007 um 18:20 Uhr (12:20 Uhr MESZ) in Kuala Lumpur (Nationalstadion Bukit Jalil) \| \| Zuschauer: 5.938 \| \| Schiedsrichter: Khalil al-Ghamdi ( Saudi-Arabien) \| \| Spielbericht \|                                                             | Iran |
| China                                                                                     | Li Leilei – Sun Xiang, Zhang Yaokun, Li Weifeng, Zheng Zhi – Shao Jiayi, Sun Jihai, Wang Dong (61. Zhao Xuri), Zhou Haibin – Han Peng (79. Du Wei), Mao Jianqing (68. Zhu Ting) Cheftrainer: Zhu Guanghu            | Hassan Roudbarian – Rahman Rezaei, Jalal Hosseini, Hossein Kaabi (46. Javad Kazemian) – Mehdi Mahdavikia , Andranik Teymourian, Javad Nekounam, Ferydoon Zandi (89. Mehrzad Madanchi), Ali Karimi (46. Iman Mobali) – Vahid Hashemian, Reza Enayati Cheftrainer: Amir Ghalenoei | Iran |
| China                                                                                     | 1:0 Shao Jiayi (6.) 2:0 Mao Jianqing (33.) | 2:1 Ferydoon Zandi (45.) 2:2 Javad Nekounam (73.) | Iran |
| China                                                                                     | Zheng Zhi (27.), Han Peng (46.), Li Weifeng (59.), Zhou Haibin (90.+2’) | Javad Nekounam (6.), Rahman Rezaei (40.), Mehrzad Madanchi (90.+1’) | Iran |
| 2. Spieltag                                                                               | | |      |
| 15. Juli 2007 um 18:20 Uhr (12:20 Uhr MESZ) in Kuala Lumpur (Nationalstadion Bukit Jalil) | | |      |
| Zuschauer: 5.938                                                                          | | |      |
| Schiedsrichter: Khalil al-Ghamdi ( Saudi-Arabien)                                         | | |      |
| Spielbericht                                                                              | | |      |

## Malaysia – Iran 0:2 (0:1)
| Malaysia                                                                                  | Malaysia | Iran | Iran |
| ----------------------------------------------------------------------------------------- | --- | --- | ---- |
| Malaysia                                                                                  | \| 3. Spieltag \| \| 18. Juli 2007 um 20:35 Uhr (14:35 Uhr MESZ) in Kuala Lumpur (Nationalstadion Bukit Jalil) \| \| Zuschauer: 4.520 \| \| Schiedsrichter: Muhsen Basma ( Syrien) \| \| Spielbericht \| | \| 3. Spieltag \| \| 18. Juli 2007 um 20:35 Uhr (14:35 Uhr MESZ) in Kuala Lumpur (Nationalstadion Bukit Jalil) \| \| Zuschauer: 4.520 \| \| Schiedsrichter: Muhsen Basma ( Syrien) \| \| Spielbericht \|                                                                         | Iran |
| Malaysia                                                                                  | Azizon Abdul Kadir – Mohd Hamzani Omar (73. Mohd Fauzi Nan), Thirumurugan Veeran, Muhamad Kaironnisam Hussain , Nanthakumar Kalliappan, Rosdi Talib, Mohd Aidil Zafuan Abdul Radzak – Muhammad Shukor Adan, Shahrulnizam Mustapa (68. Mohd Nor Farhan Muhammad) – Mohd Safee Mohd Sali (53. Mohamad Hardi Jaafar), Indra Putra Mahayuddin Cheftrainer: Norizan Bakar | Hassan Roudbarian – Rahman Rezaei, Jalal Hosseini – Mehdi Mahdavikia , Andranik Teymourian, Javad Nekounam, Ferydoon Zandi, Ali Karimi, Iman Mobali (52. Javad Kazemian) – Vahid Hashemian (79. Mehdi Rajabzadeh), Reza Enayati (46. Rasoul Khatibi) Cheftrainer: Amir Ghalenoei | Iran |
| Malaysia                                                                                  | 0:1 Javad Nekounam (29., Elfmeter) 0:2 Andranik Teymourian (77.) | | Iran |
| Malaysia                                                                                  | Muhammad Shukor Adan (44.) | Vahid Hashemian (39.), Rasoul Khatibi (63.) | Iran |
| 3. Spieltag                                                                               | | |      |
| 18. Juli 2007 um 20:35 Uhr (14:35 Uhr MESZ) in Kuala Lumpur (Nationalstadion Bukit Jalil) | | |      |
| Zuschauer: 4.520                                                                          | | |      |
| Schiedsrichter: Muhsen Basma ( Syrien)                                                    | | |      |
| Spielbericht                                                                              | | |      |

## Usbekistan – China 3:0 (0:0)
| Usbekistan                                                                   | Usbekistan | China | China |
| ---------------------------------------------------------------------------- | --- | --- | ----- |
| Usbekistan                                                                   | \| 3. Spieltag \| \| 18. Juli 2007 um 20:35 Uhr (14:35 Uhr MESZ) in Shah Alam (Shah-Alam-Stadion) \| \| Zuschauer: 2.200 \| \| Schiedsrichter: Saad Kamil Al-Fadhli ( Kuwait) \| \| Spielbericht \|                                                                                       | \| 3. Spieltag \| \| 18. Juli 2007 um 20:35 Uhr (14:35 Uhr MESZ) in Shah Alam (Shah-Alam-Stadion) \| \| Zuschauer: 2.200 \| \| Schiedsrichter: Saad Kamil Al-Fadhli ( Kuwait) \| \| Spielbericht \|           | China |
| Usbekistan                                                                   | Ignatiy Nesterov – Hayrulla Karimov, Aziz Ibrahimov (90.+3’ Pavel Solomin), Aleksey Nikolaev, Vitaliy Denisov (63. Victor Karpenko), Anvar Gafurov – Aziz Haydarov, Server Jeparov, Timur Kapadze – Ulugʻbek Baqoyev (46. Alexander Geynrikh), Maksim Shatskix Cheftrainer: Rauf Inileyev | Yang Jun – Du Wei, Sun Xiang, Zhang Yaokun, Zhang Shuai (78. Zhu Ting) – Shao Jiayi, Sun Jihai , Zhou Haibin – Han Peng, Dong Fangzhuo (70. Zhao Xuri), Mao Jianqing (41. Wang Dong) Cheftrainer: Zhu Guanghu | China |
| Usbekistan                                                                   | 1:0 Maksim Shatskix (72.) 2:0 Timur Kapadze (86.) 3:0 Alexander Geynrikh (90.+4’) | | China |
| Usbekistan                                                                   | Ulugʻbek Baqoyev (6.), Hayrulla Karimov (59.) | Zhou Haibin (57.), Zhu Ting (88.) | China |
| 3. Spieltag                                                                  | | |       |
| 18. Juli 2007 um 20:35 Uhr (14:35 Uhr MESZ) in Shah Alam (Shah-Alam-Stadion) | | |       |
| Zuschauer: 2.200                                                             | | |       |
| Schiedsrichter: Saad Kamil Al-Fadhli ( Kuwait)                               | | |       |
| Spielbericht                                                                 | | |       |